# Gloria López Morales
Gloria López Morales es una escritora, periodista y diplomática mexicana, nacida el 29 de mayo de 1940 en la Ciudad de México. Es maestra en literatura egresada de la Universidad Nacional Autónoma de México, posgraduada en el Colegio de México en relaciones con el Medio Oriente y en la Sorbona en literatura francesa y filología.
Además de escritora y periodista cuenta con una larga trayectoria como diplomática y funcionaria en distintas instituciones nacionales e internacionales, ligadas al fomento y la protección del patrimonio cultural en México y el mundo.
Ha sido funcionaria internacional, con rango diplomático, en la Unesco en París, Francia y en La Habana, Cuba. Experta en asuntos culturales, ha sido también directora de la Oficina Regional de Cultura de la señalada organización de la ONU. En México, fue funcionaria de Conaculta.
Colaboradora de varias publicaciones europeas y latinoamericanas sobre temas de patrimonio cultural. Vislumbró la importancia del patrimonio gastronómico mexicano y aprovechó su experiencia para conseguir en 2010 que este fuera designado Patrimonio Cultural Inmaterial de la Humanidad por la Organización de Naciones Unidas para la Educación, la Ciencia y la Cultura (UNESCO).
Es fundadora y presidenta del Conservatorio de la Cultura Gastronómica Mexicana, donde continua su labor como promotora y difusora del patrimonio culinario nacional.  Fue en el desempeño de las capacidades del Conservatorio, bajo la presidencia de Gloria López, que se preparó el expediente técnico enviándose a la UNESCO a fin de inscribir a la Cocina Tradicional Mexicana en la lista representativa del Patrimonio Cultural Inmaterial de la Humanidad.

## Obra escrita
- El saber de la sazón (Ingenio de la gastronomía iberoamericana) Coordinadora editorial en colaboración con Jorge Alberto Lozoya (2004)[7]
- Mercedes, don Juan y Yo (2006)[8]
- Matasari. Tribulaciones de la cultura en el sexenio de Fox (2006)[9]
- Charlas de café con Xavier Mina (2010)[10]
- Elogio de la Cocina Mexicana Patrimonio Cultural de la Humanidad. Artes de México, 2013.